# Testiranje nuklearnog oružja
Testiranje nuklearnog oružja odnosi se na pokuse koje izvodi vojska ili vlada neke države kako bi utvrdila učinkovitost i razornu moć nuklearnog oružja. Tijekom 20. stoljeća, većina država koja je razvila nuklearna oružja ih je i testirala. Testovi otkrivaju kako ta oružja funkcioniraju pod različitim okolnostima te kako se strukture ponašaju kada se nađu u radijusu eksplozije. Također, nuklearno testiranje je često bio dokaz znanstvene i vojne snage neke države, radi potrebe zastrašivanja suparnika, te su stoga i mnogi testovi bili političke prirode. 
Prvo nuklearno oružje detonirale su Sjedinjene Američke Države u Novom Meksiku 16. srpnja 1945., u tzv. Trinity testu, čija je snaga imala ekvivalent 20 kilotona. Prva hidrogenska bomba, nazvana "Mike", testirana je na atolu Enewetak,  Maršalovi Otoci, 1. studenog 1952., a izvele su ga također SAD. Najsnažnije nuklearno oružje ikada testirano bila ja tzv. "Car-bomba" koju je izradio SSSR i bacio iznad Novaje zemlje 30. listopada 1961., čija je snaga imala ekvivalent 50 megatona.
1963., tri (UK, SAD, SSSR) od četiri (Francuska) nuklearnih država, kao i mnoge države bez nuklearnog naoružanja, potpisalo je Povelju o ograničavanju nuklearnog testiranja, čime su se obvezale da neće testirati ta oružja u atmosferi, pod vodom ili u svemiru. Podzemni nuklearni testovi su pak dozvoljeni. Francuska je nastavila s atmosferskim testiranjem sve do 1974., Kina čak i do 1980. Oni nisu nikada potpisali povelju.
Podzemni testovi su nastavljeni u SAD-u sve do 1992. (godini u kojoj su testirali nuklearno oružje po zadnji put), u SSSR-u do 1990., u UK do 1991., a u Francuskoj i Kini do 1996. Nakon potpisivanja Povelje o dalekosežnoj zabrani testiranja 1996., sve te države su se obvezale da će prekinuti nuklearno testiranje. Dvije nuklearne sile koje istu nisu potpisale - Indija i Pakistan - su zasad zadnji poznati test izvele 1998. U modernom razdoblju, posljednje nuklearno testiranje izvela je Sjeverna Koreja u veljači 2013. Ista država je tako jedina koja još testira nuklearno oružje te planira testove s raketama koje mogu nositi isto.

## Vrste
Postoje četiri glavne vrste testiranja nuklearnog oružja:
- Atmosfersko testiranje odnosi se na eksplozije koje se odigravaju u Zemljinoj atmosferi. Tradicionalno su se odvijale na tornjevima, balonima, otocima ili su bombe bačene iz zrakoplova. Nuklearne eksplozije koje su dovoljno blizu tlu da povuku sitne čestice, pijesak i otpad u oblak gljiva mogu generirati nuklearne padaline zbog radijacije otpada.

- Podzemno testiranje odnosi se na nuklearno testiranje koje se odvija ispod površine Zemlje, na različitim dubinama. Podzemne detonacije bile su najčešća vrsta testiranja SAD-a i SSSR-a tijekom hladnog rata; ostalo testiranje zabranila je povelja o ograničavanju istih 1963. Kada je eksplozija potpuno obuzdana, izbacuje zanemarivu količinu škarta. Ipak, mogu katkad probiti i na površinu, te dovesti do značajne količine nuklearne padaline, te i do seizmološke aktivnosti.[4] 1976., SAD i SSSR su ograničili količinu podzemnih testova na maksimalno 150 kilotona.

- Egzoatmosfersko testiranje odnosi se na testiranje iznad atmosfere. Nuklearno oružje pritom uzdignu rakete. Kao posljedica, katkad mogu stvoriti nuklearni elektromagnetski puls (NEMP), koji nabija čestice širom hemisfere i dovodi do efekta aurore. Najpoznatiji američki egzoatmosferski test je Starfish Prime iz 1963.

- Podvodno testiranje odnosi se na detonacije nuklearnog oružja ispod vode. Uglavnom su priključene za brod koji potom biva uništen u eksploziji. Iako su takvi testovi rjeđi, ipak su izvođeni (jedan primjer je Operacija Crossroads). Ovakve detonacije mogu raspršiti velike količine radioaktivnih čestica po vodi ili potocima, čime bi zagađenje bilo veliko.

## Svrha
Nuklearne testove neki su podijelili na sljedeće političke svrhe: 
- znanje o oružju - radi prikupljanja informacija ili fundamentalnog znanja o samim oružjima, njihovim procesima i materijalima.

- učinci oružja - radi prikupljanja informacija o učincima nuklearnog oružja na strukture, opremu, organizme i okoliš. Koriste se za preživljavanje civila i vojnika u slučaju nuklearnih detonacija, razvijanju oružja, meta i taktika nuklearnog ratovanja.

- sigurnosni pokusi - upućuju na promatranje ponašanja oružja u slučaju nesreće. Osobito se rabe za istraživanje može li se dogoditi značajnija nuklearna detonacija u nekoj nesreći, zbog slučajnosti, tijekom transporta i skladištenja.

- miroljubive nuklearne eksplozije - radi istraživanja korištenja nuklearnih eksplozija u područjima izvan vojnih ciljeva.

## Alternative potpunog testiranja
Hidronuklearno testiranje proučava nuklearne materijale pod uvjetima eksplozivne kompresije šoka. Oni mogu stvoriti polukritične uvjete, ili superkritične uvjete čiji prinosi variraju od zanemarivih do značajnog prinosa punog oružja.
Pokusi kritične mase utvrđuju kvantitet škriljavog materijala potrebnog za kritičnost za raznovrsnost kompozicija, gustoća i oblika škriljavog materijala. 
Polukritični ili hladni testovi su oni koji uključuju nuklearni materijal i moguće eksplozije, ali koje namjerno ne dovode do nuklearnog doprinosa. Jedina su vrsta testova dozvoljena Poveljom u sveobuhvatnoj zabrani nuklearnog testiranja

## Povijest
Prvo testiranje nuklearnog oružja izveo je SAD kraj Alamogorda, Novi Meksiko, 16. srpnja 1945., u sklopu tzv. projekta Manhattan, kada je dobio šifru "Trinity". Izvorna zamisao bila je da se potvrdi je li moguće izazvati snažnu eksploziju atomskim oružjem, kao i da se procijene razmjeri i učinci atomske eksplozije prije upotrebe protiv Japana. Ipak, znanstvenici tada još uvijek nisu znali za nuklearne padaline i ine posljedice zračenja, sve do atomskog bombardiranja Hiroshime i Nagasakija. U Hiroshimi je od eksplozije preminulo 118.661 ljudi, a u Nagasakiju 74.000.
SAD je izveo šest nuklearnih testiranja prije nego što je SSSR razvio svoju atomsku bombu (RDS-1) i testirao je 29. kolovoza 1949. Tada nijedna od te dvije države nije imala mnogo atomskog oružja pa su testiranja bila oskudna i s dugim razmacima. Do 1950-ih, SAD je već razvio standardni teritorij za testiranje oružja u Nevadi kao i na Maršalovim otocima. SSSR je uglavnom testirao u Kazahstanu. Ipak, tijekom hladnog rata, obje su zemlje počele ubrzano razvijati svoj program te su testirale na stotine bombi u drugoj polovici 20. st. 
Međutim, nuklearno testiranje neminovno vuče za sobom velike opasnosti. To je potvrđeno 1954. godine, kada je SAD izveo opasnu Castle Bravo eksploziju uz pomoć nove hidrogenske bombe na Maršalovim otocima, ali su znanstvenici podcijenili štetnost i razmjere opasnog materijala nakon detonacije. Eksplozija je imala ekvivalent od 15 megatona - dvostruko više od predviđenog. Detonacija je izbacila i neočekivano veliku količinu radioaktivnog materijala, kojeg je promjena vremena raspršila nad velikim područjem. Oblak radioaktivne prašine proputovao je preko 150 km udaljenosti te zagadio nekoliko nastanjenih otoka u blizini atola. Domorodci su evakuirani, ali su svejedno kod 83 njih zabilježene opekline, dok je jedan japanski brod ulovio radioaktivnu ribu koja je vjerojatno dospjela na japansko tržište.
Bravo je bila najgora nuklearna nesreća za SAD, ali su se pojavili i razni drugi problemi, kao što je raspršivanje zračenja i zagađenja vodenih izvora, hrane i stanovništva i u drugim područjima. Zabrinutost oko sve većeg rasta radioaktivnih padalina je na kraju doveo do Povelje o ograničavanju nuklearnog testiranja 1963., koja je ograničila potpisnice na podzemno testiranje. Ne računajući Indiju i Pakistan - koji su svaki izveli sveukupno tek šest nuklearnih podzemnih testova - pet preostalih nuklearnih sila je sveukupno izvelo 2.046 nuklearnih pokusa do prekida te prakse 1996. Od tog ukupnog broja, SAD je izveo 1.030 pokusa (51 %), SSSR 715 pokusa (35 %), Francuska 210 pokusa (10 %), Ujedinjeno Kraljevstvo 45 pokusa (2 %) te Kina 45 pokusa (2 %). Zadnje pokuse izvele su Francuska i Kina 1996. godine. U 21. stoljeću, takvu je praksu ponovno pokrenula tek jedna država, Sjeverna Koreja, koja je izvela tri nuklearna pokusa do 2013.
Jedina poznata država s nuklearnim oružjem koja tvrdi da nikada nije izvela nuklearni pokus je bila Južnoafrička Republika (iako je i to sporno. Vidi: incident u Veli), koja je u međuvremenu rasformirala i ukinula sve svoje nuklearno naoružanje. Izrael se također često navodi kao država s nuklearnim kapacitetom, ali navodno nikada nije izveo nuklearna testiranja. 1986., Mordechai Vanunu, bivši tehničar nuklearnog postrojenja kraj Dimone, za Sunday Times je izjavio da Izrael ima tajni nuklearni program te je potom osuđen na 18 godina zatvora u svojoj domovini jer je razotkrio državne tajne.
Miroljubivi nuklearni pokusi izvođeni su radi kopanja kanala ili umjetnih luka, ili kako bi se stimulirala područja na kojima leži plin i nafta. Ipak, ti su pokusi na kraju zaustavljeni zbog opasnosti od zagađenja okoliša.
Nuklearni pokusi se često koriste za političke svrhe. Jedan primjer je detonacija najsnažnije nuklearne bombe ikada stvorene, Car-bombe, koja je imala 50 megatona. Detonirao ju je SSSR 1961. Ovo oružje je preveliko da bi se koristilo protiv neke vojne mete, te se smatra da je takav prototip bio jedini primjerak uopće izrađen u SSSR-u.
Prema nekim procjenama, ostatci nuklearnog otpada uzrokovani takvim testiranjima doveli su do obolijevanja od raka i smrti 17.000 Amerikanaca u drugoj polovici 20. stoljeća. Mnogi se stoga protive daljnjim nuklearnim pokusima jer izazivaju utrku u naoružanju s jedne strane, te zagađuju okoliš s druge. 
- Prvi nuklearni pokus, tzv. Trinity pokus, 1945.
- Nuklearni pokus Sedan iz 1962. bio je pokušaj SAD-a u iskapanju velike količine zemlje
- Operacija Buffalo, britanski nuklearni pokus 1956.
- Neslavni nuklearni pokus Starfish Prime je aktiviran 400 km iznad površine atola Johnstona 1962.

## Nuklearni pokusi po državama
Nuklearne sile su izvele preko 2.000 nuklearnih pokusa u drugoj polovici 20. st. a Sjeverna Koreja tri do 2013.:
- SAD: 1.054 pokusa po službenim podacima. Lokacije su bile: Nevada, Maršalovi otoci, Amchitka Alaska, Colorado, Mississippi, i Novi Meksiko.[18] Bilo je i nekoliko testiranja nad ljudima: Operacija Buster-Jangle je 1951. uključila 2.796 američkih vojnika koji su promatrali nuklearnu eksploziju s udaljenosti od 11 km. Nakon detonacije, 883 vojnika je po naredbi bilo prisiljeno otići tek 450 metara udaljenosti od epicentra eksplozije kako bi se utvrdili utjecaji radijacije na ljude.
- Sovjetski Savez: 715 nuklearna pokusa po službenim podacima,[19] od kojih većina na sljedećim područjima: Semipalatinsk, Novaja zemlja, Kazahstan, Turkmenistan i Ukrajina.
- Francuska: 210 nuklearna pokusa po službenim podacima, od toga 160 podzemna[20]), na sljedećim lokacijama: Reggane, In Ekker u alžirskoj Sahari, Fangataufa, Moruroa (Francuska Polinezija), Ben Wenif i Hammaguir.
- Ujedinjeno Kraljevstvo: 45 nuklearna pokusa (21 u Australiji, te razni po Kiritimatiju na Indijskom oceanu, kao i zajednički nuklearni pokusi sa SAD-om u Nevadi.[21]
- Kina: 45 nuklearna pokusa (23 atmosferska i 22 podzemna, kraj Lop Nura, u Malanu, Xinjiangu)[22][23]
- Indija: šest podzemnih nuklearnih pokusa od 1974. do 1998.[24]
- Pakistan: šest podzemnih nuklearnih pokusa 1998. kraj Baludžistana uz granicu s Afganistanom. Pokuse je osudila međunarodna zajednica, no pakistanske vlasti su izjavile da morali reagirati i uspostaviti protutežu kao odgovor na indijsko nuklearno testiranje. Ipak, potvrdile su da ne žele utrku u naoružanju.[25]
- Sjeverna Koreja: tri nuklearna pokusa između 2006. i 2013. Nakon svakog od njih, Vijeće sigurnosti Ujedinjenih naroda izglasalo je novu rundu težih sankcija protiv te države.[26]

Dodatno, možda su bile tri nepotvrđene nuklearne eksplozije, no samo se jedna smatra ozbiljnim kandidatom za isti, a to je incident u Veli u Indijskom oceanu 1979., za kojeg se smatra da ga je izvela vlada Južne Afrike. 
Od prvog nuklearnog pokusa 1945. do testova u Pakistanu 1998., nikada nije bilo razdoblja dužeg od 22 mjeseca između dva testiranja. Razdoblje od lipnja 1998. do listopada 2006. najduže je razdoblje "mira" od 1945. u kojem nije bilo zabilježenih nuklearnih pokusa. Najviše ih je izvedeno 1961., čak 140.

## Vanjske poveznice
- Videoarhiva: Nuklearni pokusi SAD-a, SSSR-a, UK-a, Kine i Francuske  Arhivirana inačica izvorne stranice od 5. prosinca 2012. (Wayback Machine) na sonicbomb.com
- Karte mjesta na kojima su testirana nuklearna oružja  Arhivirana inačica izvorne stranice od 2. studenoga 2011. (Wayback Machine)
- Fotografije nuklearnih eksplozija  Arhivirana inačica izvorne stranice od 19. lipnja 2010. (Wayback Machine) Life
- Katalog nuklearnih eksplozija  Arhivirana inačica izvorne stranice od 1. travnja 2014. (Wayback Machine) navodi 2.199 eksplozija po datumu, mjestu i snazi detonacije
- Tablica poznatih nuklearnih pokusa po svijetu
- Pokusi nad vojnicima BBC News